# Orlando Rossardi
Orlando Rodríguez Sardiñas (La Habana, 5 de septiembre de 1938-Concón, 5 de diciembre de 2024), conocido bajo el seudónimo Orlando Rossardi, fue un poeta, dramaturgo, periodista e investigador de la literatura latinoamericana nacido en Cuba, perteneciente a la primera generación de exiliados cubanos tras el triunfo de la Revolución.

## Biografía
Orlando Rossardi nació el 5 de septiembre de 1938 en La Habana, Cuba. En 1960 partió al exilio hacia España y luego a Estados Unidos. Previamente había fundado junto a René Ariza el cuaderno poético Cántico.
Estudió en la Universidad de La Habana y de Madrid para finalmente obtener un doctorado de la Universidad de Texas, donde además ejerció cátedra como asimismo en las universidades de Nuevo Hampshire, Sur de California, Wisconsin, en el Miami Dade College en Florida y en Consejo Superior de Investigaciones Científicas (CSIC) en Málaga, donde impartió cursos de posgrado.
Ha destacado su rol como conferencista, dando charlas sobre teatro y literatura hispanoamericana y española en Europa, Hispanoamérica y Estados Unidos, además de ser importante referente de la literatura cubana en el exilio. En 1985 comenzó a trabajar para Radio Martí en Washington y luego en Miami como director interino y luego como director de noticias, dedicándose durante veinte años a informar a los cubanos desde el exilio.
Fue miembro fundador y Secretario General del PEN de Escritores Cubanos en el Exilio (filial del PEN Internacional), organización de la que era vicepresidente al momento de su muerte.

### Reconocimientos
Por sus méritos, fue nombrado académico numerario de la Academia Norteamericana de la Lengua Española, correspondiente de la Real Academia Españolay de la Academia Panameña de la Lengua.

Dentro de los reconocimientos que obtuvo, se encuentra la publicación de un número monográfico de la serie Dossier dedicado a él.
Uno de los números monográficos de la serie Dossier, que la editorial de Rolando Morelli publicó, está dedicado a Orlando Rossardi, donde el poeta homenajeado señala: “El poema debe ponerte la carne de gallina, como se dice. En mi poesía insisto en la comunicación, y en el cierre que te deja… y a la vez que parezca que no requiere mayor esfuerzo”.
El último homenaje recibido en vida fue el organizado por Ediciones La gota de agua y por la tertulia La otra esquina de las palabras, que tuvo lugar en el Museo Americano de la Diáspora Cubana en Miami, el 12 de abril de 2024. Esta fue también la última ocasión en la que el poeta cubano realizó un recital poético público. 

### Muerte
A los 86 años, falleció el 5 de diciembre de 2024 en Concón, Chile. La periodista Olga Connor fue la primera en anunciar su muerte por redes sociales, el mismo 5 de diciembre, cerca de las siete de la tarde, hora chilena:
Mi gran amigo Orlando "Rossardi" Rodríguez, poeta, profesor, académico de la lengua española, gran cubano, reconocido internacionalmente, por su labor profesoral y en Radio Martí, miembro de NACAE, la excelsa Asociación de Educadores Cubanos, y varias organizaciones, acaba de fallecer en Chile. Un doloroso acontecer entre sus hijos que allá viven, pero lejos de sus amigos, en Miami principalmente, que sufrimos su partida.
El Secretario General de la ASALE, Francisco Javier Pérez, publicó sentidas palabras en la plataforma X, el 6 de diciembre a primera hora,  lamentando su fallecimiento: 
Ha fallecido el poeta, crítico y académico cubano Orlando Rodríguez Sardiñas (Rossardi). Así lo dijo: “Se han quedado las horas/ listas para el vacío”. Fuiste grande en la palabra y en la amistad. Gracias por dejarnos tu paz.
El mismo 6 de diciembre en la mañana, la Academia Chilena de la Lengua fue la primera institución en publicar un comunicadoy, luego, una nota de dueloen sus redes sociales.
La Academia Chilena de la Lengua lamenta profundamente el fallecimiento de don Orlando Rodríguez Sardiñas (Rossardi), poeta y crítico cubano, miembro de la Academia Norteamericana de la Lengua (ANLE). Transmitimos nuestras condolencias a sus familiares, amigos y cercanos.
El 7 de diciembre se realizó su funeral en Concón. Recién entonces, distintos medios de prensa hicieron público su fallecimiento, creyendo erróneamente que había fallecido ese mismo día. Se conoció que sus restos serían trasladados para su inhumación a Miami, donde recibiría además un homenaje póstumo por parte del PEN Club de Escritores Cubanos en el exilio. Sus funerales en Miami tuvieron lugar finalmente el 7 de enero de 2025.

## Obra

### Poesía
- El diámetro y lo estero (Ágora, Madrid, 1964)
- Que voy de vuelo (Plenitud, Madrid, 1970)
- Los espacios llenos (Verbum, Madrid, 1991)
- Memoria de mí (Betania, Madrid, 1996)
- Los pies en la tierra (Verbum, Madrid, 2006)
- Libro de las pérdidas (Aduana Vieja, Valencia, 2008)
- Casi la voz, antología personal, 1960-2008 (Aduana Vieja, Valencia, 2009)
- Canto en la Florida (Aduana Vieja, Valencia, 2010)
- Fundación del centro (Aduana Vieja, Valencia, 2011)
- Totalidad (Valencia, 2012)

### Ensayo
- Teatro Selecto Hispanoamericano Contemporáneo (Escelicer, Madrid, 1971)
- La última poesía cubana (Hispanova, Madrid, 1973)
- León de Greiff: una poética de vanguardia (Playor, Madrid, 1974)
- Historia de la Literatura Hispanoamericana Contemporánea (Ministerio de Educación, Madrid, 1976)

### Teatro
- La Visita (Tespis, Virginia, 1997)

### Como coeditor
- Gabriela Mistral y los Estados Unidos (ANLE, Nueva York, 2011)
- Las obras La Isla en su tinta (Verbum, 2000)
- La pérdida y el sueño (Término, 2001)
- Remembering Cuba (Universidad de Texas, 2001)
- Burnt Sugar / Caña Quemada (The Free Press, 2006)
- Cuba per se (Universal, 2009)
- Antología de la poesía cubana del exilio (Aduana Vieja, 2011)